# Pfarrkirche Wettmannstätten

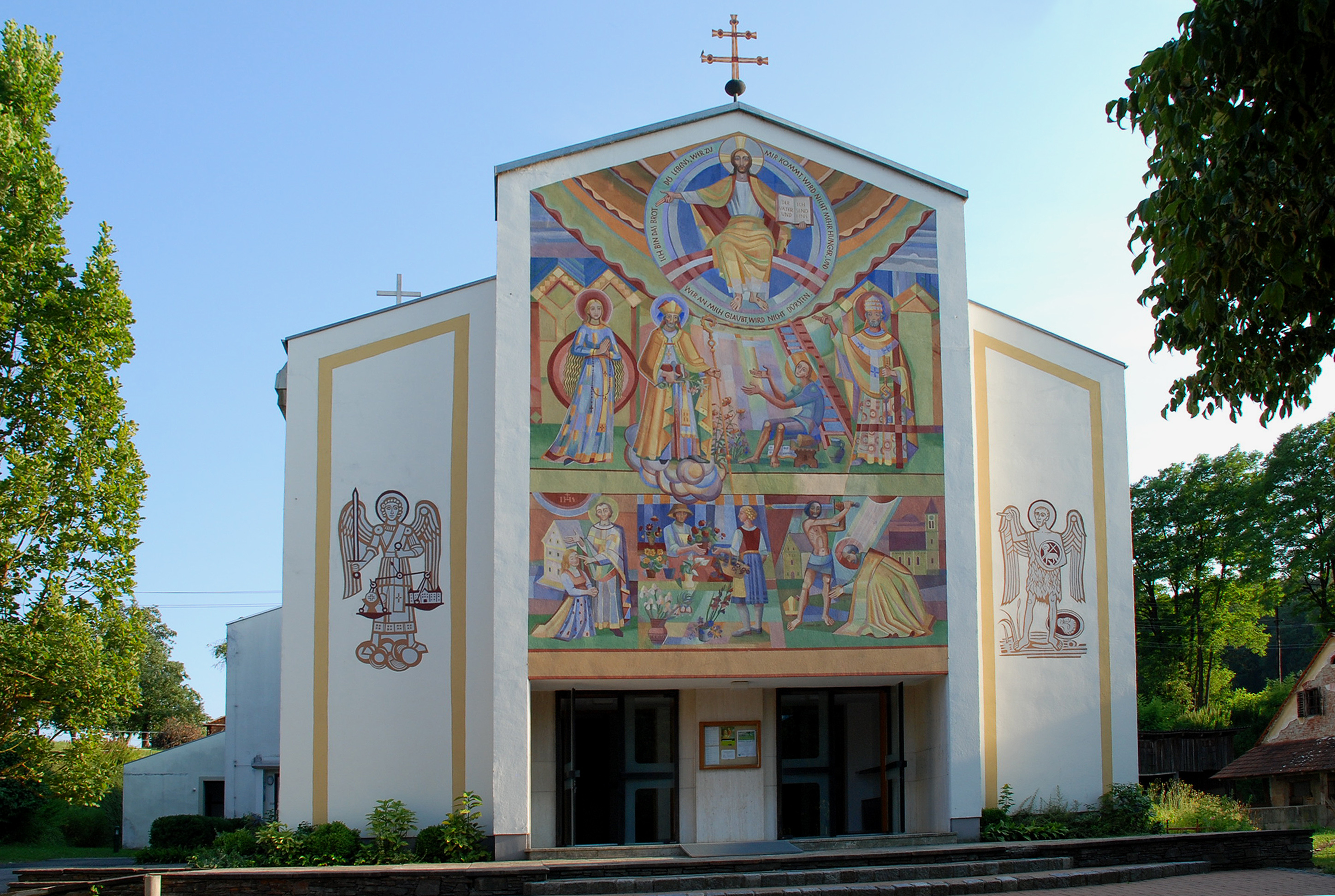
Kath. Pfarrkirche hl. Valentin in Wettmannstätten

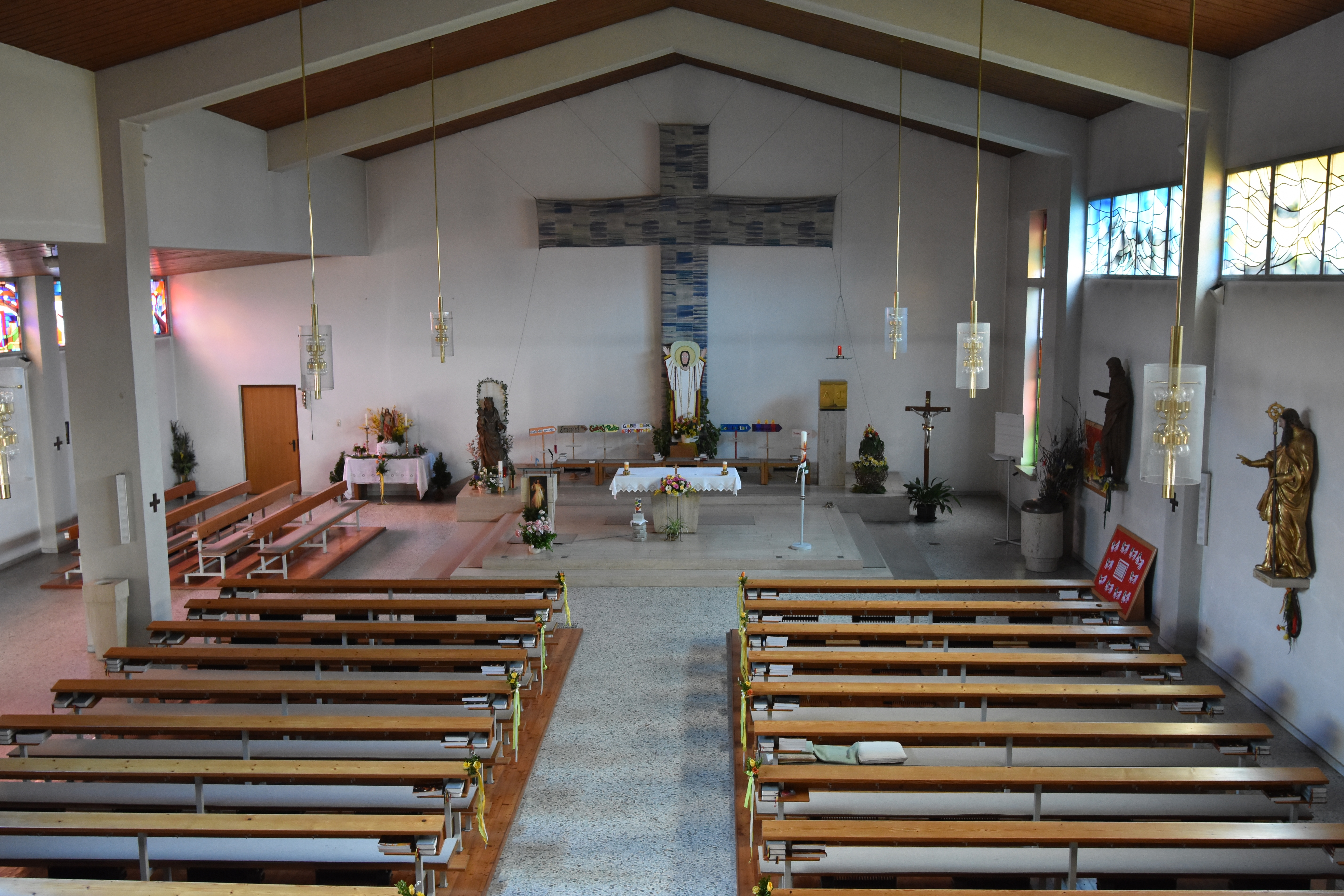
Im Langhaus zum Altarraum

Die römisch-katholische Pfarrkirche Wettmannstätten steht in der Marktgemeinde Wettmannstätten im Bezirk Deutschlandsberg in der Steiermark. Die auf den heiligen Valentin geweihte Pfarrkirche gehörte bis Ende August 2018 zum dann aufgelösten Dekanat Deutschlandsberg in der Diözese Graz-Seckau, seit Auflassung dieses Dekanates liegt sie im Seelsorgeraum Südweststeiermark. Die Kirche steht unter Denkmalschutz.

## Geschichte
Die Vorgängerkirche wurde 1712 erbaut. Die Pfarre wurde 1921 errichtet. Die neue Kirche wurde von 1965 bis 1967 nach den Plänen des Architekten Max Ehrenberger erbaut. Das Fresko an der Fassade schuf der Maler Franz Weiß (1973).

## Ausstattung
Aus der alten Kirche wurde das Hochaltarbild mit dem hl. Valentin von Franz Michael Strauss (1718) übernommen und 1963 restauriert.